# Sonic Pump Studio

Logo des Sonic Pump Studio

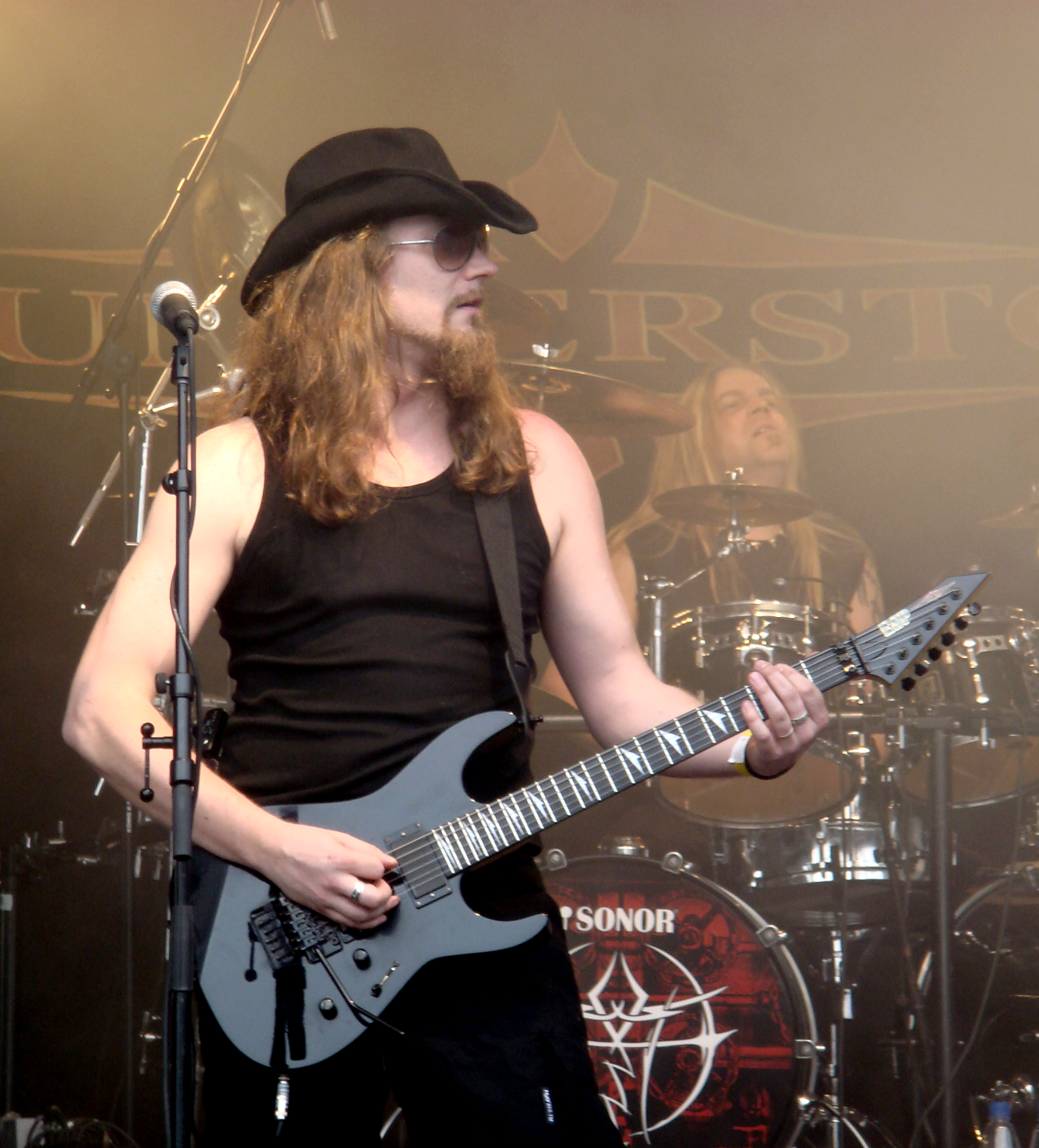
Gründer und Betreiber Nino Laurenne (hier live bei einem Auftritt mit seiner Band Thunderstone)

Das Sonic Pump Studio ist ein finnisches Musikstudio. Es befindet sich in Helsinki und ist auf Aufnahmen und Abmischung spezialisiert. Gegründet wurde es im Jahr 2000 durch Nino Laurenne und wird seitdem weiterhin von ihm betrieben. Die Hauptkundschaft besteht aus Metal-Bands.

## Beschreibung
Den Kern des Studios bildet der 70 m² große Aufnahmeraum. Direkt daran angeschlossen sind vier kleinere Aufnahmeräume, die sich durch jeweils unterschiedliche Akustik auszeichnen, und dadurch auf spezielle Anwendungen wie das Aufnehmen von Gesang, von Sprache und Gitarrenspuren spezialisiert sind. Für die Studios stehen zwei unterschiedlich große Kontrollräume zur Verfügung, die jeweils unabhängig voneinander gebucht werden können.
Darüber hinaus ist auch eine Lounge mit Küche und eine Sauna vorhanden.

## Bekannte Kunden und Werke
In den Sonic Pump Studios nahmen bereits viele bedeutende finnische Metal-Bands Alben auf. Die folgende Tabelle gibt eine Auswahl der bedeutendsten Alben wieder, die in den Sonic Pump Studios aufgenommen wurden.
| VÖ-Jahr | Band              | Album                    | Prozess                                                 |
| ------- | ----------------- | ------------------------ | ------------------------------------------------------- |
| 2002    | Thunderstone      | Thunderstone             | Aufnahmen                                               |
| 2002    | Omnium Gatherum   | Steal the Light          | Aufnahmen                                               |
| 2003    | Omnium Gatherum   | Spirits And August Light | Aufnahmen und Abmischung                                |
| 2004    | Throes of Dawn    | Quicksilver Clouds       | Aufnahmen und Abmischung                                |
| 2004    | Wintersun         | Wintersun                | Abmischung                                              |
| 2004    | Omnium Gatherum   | Years in Waste           | Aufnahmen und Abmischung                                |
| 2005    | Machine Men       | Elegies                  | Aufnahmen und Abmischung                                |
| 2005    | Hevein            | Sound over Matter        | Aufnahmen                                               |
| 2006    | Amorphis          | Eclipse                  | Aufnahmen                                               |
| 2006    | Ensiferum         | Dragonheads              | Aufnahmen                                               |
| 2006    | Impaled Nazarene  | Pro Patria Finlandia     | Aufnahmen und Abmischung                                |
| 2006    | Sunrise Avenue    | On the Way to Wonderland | Abmischung (Titel 1, 2, 4, 6, 7, 11 & 12)               |
| 2007    | Finntroll         | Ur Jordens Djup          | Aufnahmen und Abmischung                                |
| 2007    | Ensiferum         | Victory Songs            | Aufnahmen und Abmischung                                |
| 2007    | Sonata Arctica    | Unia                     | Aufnahmen (Gitarren)                                    |
| 2007    | Amorphis          | Silent Waters            | Aufnahmen                                               |
| 2008    | Kivimetsän Druidi | Shadowheart              | Abmischung                                              |
| 2008    | Lordi             | Deadache                 | Aufnahmen und Abmischung                                |
| 2009    | Amorphis          | Skyforger                | Aufnahmen                                               |
| 2010    | Finntroll         | Nifelvind                | Aufnahmen                                               |
| 2010    | Apocalyptica      | 7th Symphony             | Aufnahmen (außer "Not Strong Enough" & "Broken Pieces") |
| 2011    | Amorphis          | The Beginning of Times   | Aufnahmen                                               |

## Sonstiges
- Die finnische Band Before the Dawn drehte im Sonic Pump Studio einen Videoclip zum Lied Deathstar vom aktuellen Album Deathstar Rising.